# Malacocephalus okamurai
Malacocephalus okamurai är en fiskart som beskrevs av Akitoshi Iwamoto och Arai, 1987. Malacocephalus okamurai ingår i släktet Malacocephalus och familjen skolästfiskar. Inga underarter finns listade i Catalogue of Life.